# The Collection 1977–1982
The Collection 1977–1982 — альбом-сборник британской рок-группы The Stranglers, вышедший в сентябре 1982 года на Liberty Records. 2 октября 1982 года альбом поднялся до своей наивысшей отметки #12 в UK Albums Chart.

## История
Сборник The Collection 1977—1982 был выпущен группой, чтобы выполнить обязательства по контракту с EMI, компанией, которая перекупила бэк-каталог группы у United Artists и Liberty. Наряду с известными синглами The Stranglers сюда был включен и «новый» (в действительности — ранний, прежде не выпускавшийся) трек «Strange Little Girl». Это был в своём роде иронический жест со стороны группы в адрес лейбла, который за год до этого приобрёл её бэк-каталог, но отнесся к ней безразлично, не сочтя коммерчески перспективной. The Stranglers опровергли такое к себе отношение успехом «Golden Brown»: сингл стал международным хитом, несмотря на полное отсутствие к нему внимания ос стороны EMI. Теперь же, на требование выпустить завершающий сингл по контракту, группа перезаписала одну из своих старых песен (соавтором которой был ещё Ханс Вормлинг), изначально включённую в демо-плёнку 1974 года и тогда этим же лейблом отвернутую. Новая версия «Strange Little Girl» в июле 1982 года поднялась до #7 в UK Singles Chart.

## Список композиций
1. «(Get A) Grip (On Yourself)»
2. «Peaches»
3. «Hanging Around»
4. «No More Heroes»
5. «Duchess»
6. «Walk On By»
7. «Waltzinblack»
8. «Something Better Change»
9. «Nice 'N' Sleazy»
10. «Bear Cage»
11. «Who Wants the World?»
12. «Golden Brown»
13. «Strange Little Girl»
14. «La Folie»

## Участники записи
- Хью Корнуэлл — гитара, вокал
- Жан-Жак Бернел — бас-гитара, вокал
- Дэйв Гринфилд — клавишные, вокал
- Джет Блэк — ударные